# Hong Kong and China Gas
The Hong Kong and China Gas Company Limited (kinesisk: 香港中華煤氣有限公司) (HKEX: 0003) almindeligvis kendt som Towngas er en forsyningsvirksomhed fra Hongkong. Det er den eneste udbyder af bygas (fra nafta) i Hongkong. Desuden driver virksomheden vandforsyning, kloakforsyning og olie- og gasefterforskning.
Det er den ledende forsyningsvirksomhed i Hongkong og leverer bygas til 85 % af husstandene i Hongkong, foruden til kommercielle og industrielle kunder. Virksomheden har flere joint ventures indenfor gasforsyning i Kina, hvor virksomheden også er gået ind i forretningsområder som drikkevandsforsyning og kloakforsyning. Koncernen er også engageret i ejendomsudviklingsprojekter i Hongkong sammen med sine største aktionærer, projekterne omfatter bl.a. International Finance Centre (15 % andel), Grand Promenade (50 % andel) og Grand Waterfront.
Henderson Land Development Co. Ltd (HLD) er virksomhedens største aktionær og sikrede sig i december 2007 aktiemajoriteten.

## Historie
I februar 1862 fik koncernen koncession til at forsyne byen Victoria (i dag kaldet det centrale Hongkong) med gas. Tilladelsen blev givet af William Glen under guvernør Sir Hercules Robinson. 3. december 1862 var der i alt 24 km rørledning og 500 gaslamper langs Queen's Road og Upper Valley Road. I Kowloon måtte indbyggerne fortsat benytte stearinlys og olielamper indtil der blev indlagt gas 28 år senere. Virksomhedens oprindelige gasanlæg, som var det første i Asien, stod på havnefronten ved West Point nær Whitty Street forsynede Jardine's kontorer med gas og lys, Hong Kong Dispensary og Hong Kong Hotel. Gennem 80 år var gasanlægget kulfyret og producerede 12.000 m3 gas om dagen. Det blev drevet direkte fra Storbritannien indtil 1954, hvor aktiemajoriteten blev opkøbt af den lokale virksomhed Wheelock and Marden Company Limited, som flyttede virksomhedsdomicilet fra Storbritannien til Hongkong.
Anno 2011 står de fire eneste tilbageværende gaslamper ved toppen af nogle granittrapper som forbinder Ice House Street med Duddell Street. Disse lamper vedligeholdes stadig af Towngas, mens lokaliteten er blandt Declared monuments of Hong Kong.

## Gasproduktion og distributionsnetværk
Virksomheden importerer naturgas fra Australien gennem søvejen og det det bliver lagret på Dapeng liquefied natural gas (LNG) terminalen i Shenzhen under en 25 års kontrakt. En 6,5 km lang undervandsrørføring forbinder Dapend terminalen til Towngas’ Tai Po anlæg.
Tai Po anlægget producerer 97 % af bygassen mens de resterende 3 % produceres af Ma Tau Kok anlægget. De to anlæg dækker 1,76 millioner husstande gennem et netværk på mere end 3500 km rørføring i Hongkong.
I Hongkong bliver bygas produceret fra nafta og naturgas. Gassens primære bestanddele er hydrogen (49 %), metan (28,5 %), karbondioxid (19,5 %) og karbonmonoxid (3 %).

## Opkøbsforsøg
I 2007 gennemførte hovedaktionæren (39,06 %) Land Development en række opkøbsforsøg, der havde til formål at virksomheden skulle sikre sig aktiemajoriteten. Opkøbsforsøgene lykkedes og Henderson Land Development sikrede sig aktiemajoriteten.

## Efterforskningsoperationer
Towngas indgik i 2008 en aftale om et joint venture med Sunpec og Shaanxi Yanchang Petroleum om udvikling af felt 3113 i Madagaskar med teknisk assistance fra Yunnan Kaiyuan Oil and Gas. Efterforskningen blev en succes eftersom der blev fundet olie i november 2009. Feltet vil sammen med feltet 2104 have oliereserver på 5,6 mia. tønder og naturgasreserver på 66 mia. m3.